# Francesco Busatto
Francesco Busatto (* 1. November 2002 in Bassano del Grappa) ist ein italienischer Radrennfahrer.

## Sportlicher Werdegang
Als Junior international ohne nennenswerte Ergebnisse, fuhr Busatto in der Saison 2021 zunächst für den italienischen Verein U.C. Trevigiani. Zur Saison 2022 wurde er Mitglied im UCI Continental Team General Store-Essegibi-F.Lli Curia, mit dem er durch eine Reihe von Top-10-Platzierungen auf sich aufmerksam machte, unter anderem mit Platz 5 beim U23-Rennen der Lombardei-Rundfahrt und Platz 6 der Gesamtwertung des Giro della Regione Friuli Venezia Giulia.
Zur Saison 2023 wechselte Busatto in das Development Team Circus-Re Uz-Technord. Im April gewann er Lüttich–Bastogne–Lüttich Espoirs, welches das U23-Rennen von Lüttich–Bastogne–Lüttich ist, und erzielte damit seinen ersten Erfolg auf der UCI Europe Tour. Bereits wenige Tage nach seinem Sieg wurde bekannt gegeben, dass Busatto zur Saison 2024 in das UCI WorldTeam von Intermarché-Circus-Wanty übernommen wird. Im Verlauf der Saison folgten ein Etappensieg beim Orlen Nations Grand Prix im Rahmen des UCI Nations’ Cup U23 sowie der Gewinn der italienischen Meisterschaften im Straßenrennen der U23.
In seiner ersten Saison für sein neues Team blieb Busatto zwar ohne zählbaren Erfolg, schaffte aber mehrmals Top-10-Platzierungen bei Rennen der WorldTour und der ProSeries.

## Erfolge
2023
- Lüttich–Bastogne–Lüttich Espoirs
- eine Etappe Orlen Nations Grand Prix
- Italienischer Meister – Straßenrennen (U23)